# 8773 Торквілла
8773 Торквілла (8773 Torquilla) — астероїд головного поясу, відкритий 25 вересня 1973 року.
Тіссеранів параметр щодо Юпітера — 3,156.
Назва походить від латинської назви пташки крутиголовки (Jynx torquilla).